# Tinta flexogràfica
La flexografia és un procés que es fa servir en la impressió de materials d'embalatge (caixes de cartó, cartró ondulat, bosses de paper i plàstic, envasos d'alimentació, diaris, catàlegs, etc.). Aquest mètode d'impressió continua creixent en popularitat gràcies al seu baix cost i al seu respecte del medi ambient. La part més important de la impressió és l'aplicació de la tinta.
Aquestes tintes són colorants, que poden ser de pigments i colorants solubles juntament amb un aglutinant i diversos solvents. Tant les tintes en base dissolvent i en base aquosa contenen diferents tipus d'alcohol com a dissolvent principal o en el procés d'assecat. L'alcohol s'asseca ràpidament per evaporació i contribueix a l'emissió de COV (compostos orgànics volàtils). Les tintes també poden contenir èters de glicol i/o amoníac, que en faciliten l'assecat.

## Tipus de tinta
Principalment hi ha tres tipus de tinta que són en base aigua, base solvent i UV curables. La superfície d'impressió (tipus de substrat) marcarà quin tipus de tinta és el més aconsellable de fer servir. Cada tipus de tinta té els seus avantatges i els seus inconvenients, així que el tipus que es faci servir finalment estarà determinat per factors com el preu, la velocitat i l'ús que es farà de l'embalatge (alimentació, productes de neteja o bosses de la compra).

## Història
Originàriament se li anomenava impressió d'anilina, ja que als començaments de la flexografia es feia servir tinta del tint d'anilina; això no obstant, degut a la seva toxicitat es va prohibir l'envasat d'aliments. El seu ús era complicat perquè tacava i necessitava sagnat. De mica en mica es va anar modificant i millorant, es va substituir per resines de poliamida, les quals permetien un assecat més ràpid o, cosa que és el mateix, un augment de la velocitat d'impressió.
També es van començar a fer servir tintes amb base solvent, les quals eren segures per a l'envasament d'aliments, però perjudicials per al medi ambient. La Llei de Medi Ambient, durant la dècada dels 80, va impulsar als impressors a que provessin amb les tintes en base aigua. Avui en dia, a través d'investigacions i del desenvolupament s'ha aconseguit que la majoria de les impremtes s'adaptin fàcilment a les tintes de base aigua i així permeten als impressors reciclar la tinta pel seu ús posterior.

## Dades de referències
George Sickinger, CEO de color de les resolucions internacionals, afirma que “Les tintes amb base d'aigua a mesura que passa el temps tenen un contingut molt més elevat de resines a base de plantes i es convertirà en el nou estàndard de la formulació de les bases d'aigua”. Sickinger també va declarar que les tintes de curat UV requereixen menys energia i produeixen menys residus, i la qualitat és superior.
L'Agència de Protecció del Medi Ambient ha col·laborat amb la indústria de la flexografia en el disseny d'un projecte, amb la finalitat d'ajudar a les empreses de flexografia, donant un impuls a les tintes de base aigua pel seu baix consum d'energia i sistemes de tinta curable per UV, ja que es fa servir menor quantitat de tinta.
A Europa hi ha les marques “OK Compost” i “Compostable” que concedeixen les entitats certificadores VINÇOTTE i DIN CERTCO a aquelles tintes adaptades a la impressió de bioplàstics que compleixen les exigències de biodegradació i compostabilitat.